# Brandon Davis
Brandon Davis (ur. 30 sierpnia 1995 w Mammoth Lakes) – amerykański snowboardzista specjalizujący się w konkurencjach slopestyle i big air. W 2012 roku zdobył brązowy medal podczas mistrzostw świata juniorów w Sierra Nevada. Najlepsze wyniki w Pucharze Świata osiągnął w sezonie 2015/2016, kiedy to zajął szóste miejsce w klasyfikacji generalnej AFU, a w klasyfikacji big air był drugi. Nie startował na igrzyskach olimpijskich ani na mistrzostwach świata.

## Osiągnięcia

### Puchar Świata

#### Miejsca w klasyfikacji generalnej
- - AFU[2]
- sezon 2012/2013: 238.
- sezon 2013/2014: 64.
- sezon 2014/2015: 23.
- sezon 2015/2016: 6.
- sezon 2016/2017: 119.

#### Miejsca na podium w zawodach
1. Stambuł – 20 grudnia 2014 (Big Air) - 3. miejsce
2. Mammoth Mountain – 21 stycznia 2016 (slopestyle) - 1. miejsce